# Vlag van Bedum

Vlag van de gemeente Bedum

De vlag van Bedum werd op 20 juli 1962 bij raadsbesluit aangenomen als gemeentelijke vlag van de Groningse gemeente Bedum. Per 1 januari 2019 is Bedum opgegaan in de nieuwe gemeente Het Hogeland, waardoor de vlag als gemeentevlag kwam te vervallen. De vlag kan als volgt worden beschreven:
Drie banen van blauw, geel en wit, waarvan de eerste twee even lang zijnen de derde onbepaald is, met over het midden van de vlag een gele baan, ter hoogte van 1/3 van de totale vlaghoogte, terwijl langs de gele banen een zwarte rand is aangebracht ter breedte van 1/12 van de totale vlaghoogte.
De kleuren zijn ontleend aan die van het gemeentewapen, evenals een aantal elementen in de vlag. Het geel symboliseert het Boterdiep, die het grondgebied van de gemeente doorsnijdt en zich aan het einde in drie andere wateren splitst. De zwarte lijnen staan voor de dijken, waarvan de aanleg is begonnen onder de heilige Walfridus, waarnaar het kruis verwijst. Het water (blauw) werd ver teruggedrongen door ordenende maatregelen en wetten van de burgerlijke autoriteiten (het wit van de wetboeken).

## Verwante afbeelding

Het wapen van Bedum

Adorp 
· Aduard 
· Appingedam 
· Bedum 
· Beerta 
· Bellingwedde 
· Bierum 
· De Marne 
· Delfzijl 
· Eemsmond 
· Eenrum 
· Finsterwolde 
· Grootegast 
· Haren 
· Hefshuizen 
· Hoogezand 
· Hoogezand-Sappemeer 
· Hoogkerk 
· Kloosterburen 
· Leek 
· Leens 
· Loppersum 
· Marum 
· Menterwolde 
· Muntendam 
· Nieuwe Pekela 
· Nieuweschans 
· Oldekerk 
· Oosterbroek 
· Oude Pekela 
· Reiderland 
· Sappemeer 
· Scheemda 
· Slochteren 
· Stedum 
· Ten Boer 
· Termunten 
· Uithuizen 
· Uithuizermeeden 
· Ulrum 
· Vlagtwedde 
· Warffum 
· Wildervank 
· Winschoten 
· Winsum 
· Zuidhorn